# Humanisme digital
L'humanisme digital és l'adaptació de l'humanisme a la realitat de la societat digital, amb la finalitat de detectar els riscos i els problemes socials de la tecnologia digital i de proposar-ne solucions, basant-se en els principis i els valors propis de l'humanisme.
A vegades, el terme es confon, tot i tenir significats molt diferents, amb el d'humanitats digitals, que és l'aplicació de les tecnologies digitals a les humanitats. Un sinònim que s'usa a vegades és el terme 'humanisme tecnològic', però és menys específic que el d'humanisme digital.

## Riscos i problemes socials de la tecnologia digital
A continuació s'enumeren, sense cap ordre predeterminat, un conjunt representatiu de categories, no necessàriament disjuntes, de riscos i problemes socials que tracta l'humanisme digital:
- Privacitat. Tota persona té dret a la protecció de dades de caràcter personal,[6] però encara hi ha molts sistemes informàtics (webs, programes d'intel·ligència artificial, ...) que no el respecten plenament.[7]
- Vigilància. L'obtenció per part d'estats i empreses, sense autorització legal, de dades privades dels ciutadans per a usos que no consenten és una violació de la seva privacitat.[6] Hi ha estats que usen aquestes dades per al control de ciutadans,[8] i empreses que les usen amb finalitats comercials[9][10][11][12]o per a control dels seus treballadors.[13]
- Desinformació. Es considera desinformació la informació falsa, imprecisa o enganyosa, dissenyada, presentada i difosa per causar un mal públic o per obtenir-ne un benefici. La desinformació pot atemptar contra el dret humà a la llibertat de pensament, al de mantenir opinions sense interferències, al de la privacitat, al de la llibertat d'expressió i al de vot en eleccions.[14] Les tecnologies digitals permeten la difusió de desinformació a gran escala i a gran velocitat.[15][16][17][18]
- Patrons foscos. En un sistema informàtic (lloc web, app), un patró fosc és una característica de la seva interfície persona-ordinador dissenyada amb la finalitat d'assolir un objectiu que és contrari als interessos dels seus usuaris.[19] Hi ha molts patrons foscos,[20] i hi ha molts sistemes que n'inclouen.[21]
- Addicció als mitjans socials. Per a alguns usuaris, l'ús dels mitjans socials és addictiu. L'addicció és perjudicial perquè el temps excessiu que les persones empren en els mitjans és en detriment de la seva dedicació a altres activitats personals o socials, i alhora fa que se sentin més ansioses i deprimides. Les empreses dels mitjans socials han dissenyat les seves plataformes de manera que siguin addictives.[22][23]
- Automatització de feines. Les tecnologies digitals poden tenir un impacte negatiu en algunes feines. L'impacte inclou la modificació o destrucció de llocs de treball, canvis en les retribucions dels treballadors i canvis en la qualitat dels llocs de treball i en el temps que hi dediquen els treballadors. La magnitud de l'impacte depèn de la naturalesa dels llocs de treball afectats.[24][25]

## Solucions
A més d'identificar i analitzar els riscos i problemes esmentats, dins del camp de l'humanisme digital també es fan recomanacions i propostes per a afrontar-los, així com per a aprofitar les possibilitats que ofereixen les tecnologies digitals per a una millor societat. Es poden agrupar en els tipus següents:
- Promoció dels valors de l'humanisme digital. És una activitat bàsica per tal que totes les altres puguin reeixir. Abasta tots els nivells de la societat, especialment aquells (professionals, educatius, investigadors, polítics) que tenen més incidència en el desenvolupament i ús de les tecnologies digitals.[26]
- Educació. L'objectiu és fer propostes per a l'educació en l'humanisme digital.[2] Es fan propostes adreçades a l'educació de professionals implicats en la gestió i el desenvolupament de les tecnologies digitals, així com propostes adreçades al conjunt de la població. Les propostes poden ser d'assignatures o cursos específics[27] o de temes a incloure en un conjunt d'assignatures d'un pla d'estudis.[28]
- Regulació. Es tracta d'instar a legisladors i governs que regulin l'ús de tecnologies digitals en aspectes ben delimitats.[2][29] Exemples: (i) Privacitat i vigilància;[30] (ii) Patrons foscos de disseny[31] i (iii) Transparència del funcionament de les plataformes digitals[32]
- Recomanacions de disseny i d'ús. Es tracta de proposar recomanacions que s'haurien de considerar quan es dissenya, o quan s'usa, un sistema basat en l'aplicació de tecnologies digitals. Exemples: (1) Evitar l'ús de patrons foscos;[33] (ii) Principis de disseny dels sistemes basats en la intel·ligència artificial;[34] (iii) Incloure fricció en la comunicació en mitjans socials;[35] i (iv) Consells per a la protecció de la privacitat.[30]
- Activisme. Promoció i realització d'activitats amb la finalitat d'aconseguir un canvi concret en l'educació, regulació o el desenvolupament i ús de tecnologies digitals.

## Grups
Entre els grups que tenen com a objectiu principal realitzar activitats que es poden inscriure en l'humanisme digital, hi ha:
- Center for Humane Technology. Entitat sense ànim de lucre fundada el 2018 pel moviment Time Well Spent, que s'havia iniciat el 2013. La seva missió oficial és "impulsar un canvi integral cap a una tecnologia humana que doni suport al nostre benestar, a la democràcia i a un entorn d'informació compartida"[36]
- Digital Humanism initiative. Grup fundat el 2019 a Viena. La primera activitat fou un workshop organitzat l'abril del 2019. El resultat principal fou el "Vienna Manifesto on Digital Humanism".[2] D'aleshores ençà, s'han organitzat altres workshops i una sèrie de presentacions. El 2022 publica el llibre "Perspectives on Digital Humanism".[26]
- Stiftung Neue Verantwortung. És un laboratori d'idees sense ànim de lucre, establert a Berlin, que des de l'any 2015 està especialitzat en afers socials i polítics del canvi tecnològic digital. Realitza, publica i difon anàlisis, organitza workshops i elabora recomanacions d'acció per a responsables de polítiques.[37]
- Electronic Frontier Foundation. Grup sense ànim de lucre de defensa de les llibertats civils en l'era digital, fundat el 1990, amb seu a San Francisco. Defensa la privacitat, la llibertat d'expressió i la innovació mitjançant litigació i suport legal, l'anàlisi i formulació de politiques, l'activisme de base i desenvolupament de tecnologia.[38]